# Nürken Mazbajew
Nürken Kałdybekuły Mazbajew, kaz. Нүркен Қалдыбекұлы Мазбаев, ros. Нуркен Калдыбекович Мазбаев, Nurkien Kałdybiekowicz Mazbajew (ur. 4 lipca 1972 w Dżambule, Kazachska SRR) – kazachski piłkarz, grający na pozycji napastnika, trener piłkarski.

## Kariera piłkarska

### Kariera klubowa
W 1992 rozpoczął karierę piłkarską w miejscowym Fosfor Dżambuł, który potem zmienił nazwę na Taraz. W latach 1998–2001 występował w klubach Kajsar-Hurricane Kyzyłorda, Sintez Szymkent, Żenis Astana, Dostyk Szymkent i Kajrat Ałmaty. W 2002 został piłkarzem Tobyłu Kostanaj. W 2004 przeszedł do Ordabasy Szymkent, ale po pół roku powrócił do rodzimego FK Taraz, w którym zakończył karierę piłkarza w roku 2007.

### Kariera reprezentacyjna
W latach 1995–2000 bronił barw narodowej reprezentacji Kazachstanu. Ogółem strzelił 2 gole w 13 meczach.

## Kariera trenerska
Po zakończeniu kariery piłkarskiej rozpoczął pracę szkoleniowca. Od 2008 do 2009 roku prowadził OSSzIOSD Taraz. Od 7 października 2009 pomagał trenować młodzieżową reprezentację Kazachstanu. W 2010 dołączył do sztabu szkoleniowego FK Taraz, w którym pomagał trenować, a w 2011 stał na czele klubu. W 2013 obejmował stanowisko głównego trenera klubu Łaszyn Karatau. Od 2014 pracował jako wiceprezes Obwodowej Federacji Futbolu w Tarazie. 21 sierpnia 2015 został asystentem selekcjonera reprezentacji Kazachstanu.

## Sukcesy i odznaczenia

### Sukcesy piłkarskie
FK Taraz
- mistrz Kazachstanu: 1996
- wicemistrz Kazachstanu: 1995, 1997
- finalista Pucharu Kazachstanu: 1992, 1993
- zdobywca Pucharu Kazachstanu: 2004

Kajsar-Hurricane Kyzyłorda
- zdobywca Pucharu Kazachstanu: 1999
- finalista Pucharu Kazachstanu: 1998

Żenis Astana
- mistrz Kazachstanu: 2000

Kajrat Ałmaty
- zdobywca Pucharu Kazachstanu: 2001

Tobył Kostanaj
- brązowy medalista Mistrzostw Kazachstanu: 2002
- wicemistrz Kazachstanu: 2003
- finalista Pucharu Kazachstanu: 2003

### Sukcesy indywidualne
- król strzelców Mistrzostw Kazachstanu: 1997